# 宇宙都市
『宇宙都市 』（うちゅうとし、Cities in Flight）シリーズは、アメリカ合衆国の作家ジェイムズ・ブリッシュによるSF小説シリーズ。全4巻。
この小説のシリーズ名である「宇宙都市」とは、反重力・超光速推進・遮蔽作用を兼ね備えた『スピンディジー』航法によって、都市が自らを岩盤ごと浮上させ宇宙船と化したものである。
資源が枯渇し抑圧的な官僚制が敷かれる地球に見切りをつけ、移動労働者（オーキー）として星々を旅する道を選んだ宇宙都市を舞台に物語が展開してゆき、西暦2013年から4004年に至る未来史を構成している。

## シリーズ一覧
- 『宇宙零年』（They Shall Have Stars(Year 2018!)（1956）、浅倉久志訳、ハヤカワ・SF・シリーズ3122） 1966.9、のちハヤカワ文庫SF305 1978.8

閉塞的な政治状況の中で、後に宇宙都市を成立させる超光速航法と抗老化薬の開発が行われていく経緯を描いた前史的ストーリー。
- 『星屑のかなたへ』（A Life for the Stars（1962）、岡部宏之訳、ハヤカワ・SF・シリーズ3315） 1974.6、のちハヤカワ文庫SF309 1978.9

意に反して宇宙都市スクラントンの旅客になってしまった少年クリスピン・ディフォードが主人公。シリーズ中で唯一ジュブナイルとして書かれた。
- 『地球人よ、故郷に還れ』（Earthman, Come Home（1955）、砧一郎訳、ハヤカワ・SF・シリーズ3098） 1965.10、のち早川書房世界SF全集20 1970.2、のちハヤカワ文庫SF315 1978.10

シリーズの中核となる、宇宙都市ニューヨークと市長ジョン・アマルフィの活躍を描く中編4作からなる。
- 『時の凱歌』（Clash of Cymbals（米国版はThe Triumph of Time）（1958）、浅倉久志訳、ハヤカワ・SF・シリーズ3181） 1968.5、のちハヤカワ文庫SF322 1978.11

ニューヨーク市は大マゼラン星雲に建設された新地球の母体となり、渡り鳥都市としての歴史を終える。アマルフィ前市長は宇宙航行惑星ヒーと共に、最後の冒険に旅立つ。